# والیبال قهرمانی باشگاه‌های مردان آسیا ۲۰۱۳
مسابقات والیبال قهرمانی مردان باشگاه‌های آسیا ۲۰۱۳ چهاردهمین دوره مسابقات والیبال قهرمانی مردان باشگاه‌های آسیا (۲۰۱۳) به میزبانی ایران در تهران آغاز شد.
در این رقابت‌ها که سیزده دوره از برگزاری آن می‌گذرد ایران میزبانی دو دوره را در سال‌های ۲۰۰۲ و ۲۰۰۴ بر عهده داشته و سومین میزبانی ایران اریبهشت ماه ۱۳۹۲ انجام شد. تیم والیبال کاله که به عنوان قهرمان لیگ برتر ایران در جام باشگاه‌های آسیا شرکت کرده بود، با هفت پیروزی پیاپی در چهاردهمین دوره مسابقه‌های قهرمانی باشگاه‌های آسیا، به مقام قهرمانی دست یافت.

## فینال
قطری‌ها در ست اول ۸–۷ از کاله پیش افتادند و در اواخر همین ست بود که بهروز عطایی با تعویض پتکوویچ و غلامی، نریمان نژاد و بازارگرد را به زمین فرستاد تا این ست با امتیاز ۲۵–۲۲ به سود ایران تمام شود.
اما ست دوم اگرچه در ابتدا باز هم با امتیازآوری قطری‌ها همراه بود اما کاله به خوبی فاصله امتیازی اش را حفظ کرد. آن‌ها در تمام دقایق این ست از حریف خود پیش بودند و فاصله امتیازی به نسبت خوبی را با حریف خود داشتند. آن‌ها در دریافتها و البته دفاع روی تور عملکرد خوبی داشتند تا در نهایت این ست هم با امتیاز ۲۵–۱۷ به سود کاله به پایان رسید.
در ست سوم کاله همچون دو ست دیگر کار را با امتیاز آوری‌هایش آغاز کرد تا باز هم برتری در همه لحظات بازی از آن کاله باشد.
در ست سوم عثمان عجم کاپیتان تیم الریان قطر به دلیل اعتراض به داور، کارت زرد دریافت کرد اما در نهایت پیروزی در این ست هم از آن کاله بود تا این تیم با امتیاز ۲۵–۲۱ با موفقیت به کار خود در باشگاه‌های آسیا پایان دهد.
قضاوت این بازی را یاسو چیونوبو از ژاپن به عنوان داور اول و زیلا هنا از لبنان بر عهده داشتند.
| تاریخ    | ساعت  |            | امتیاز |            | ست ۱  | ست ۲  | ست ۳  | ست ۴ | ست ۵ | مجموع | گزارش |
| -------- | ----- | ---------- | ------ | ---------- | ----- | ----- | ----- | ---- | ---- | ----- | ----- |
| ۲۹ آوریل | ۱۶:۳۰ | کاله ایران | ۳–۰    | الریان قطر | ۲۵–۲۲ | ۲۵–۱۷ | ۲۵–۲۱ |      |      | ۷۵–۶۰ |       |

## نتیجه نهایی
| رتبه | تیم             |
| ---- | --------------- |
| 1    | کاله ایران      |
| 2    | الریان قطر      |
| 3    | چین تایپه       |
| ۴    | لیونینگ چین     |
| ۵    | آلماتی قزاقستان |
| ۶    | تویودا ژاپن     |
| ۷    | گاز عراق        |
| ۸    | گاز هند         |
| ۹    | سهام عمان       |
| ۱۰   | العین امارات    |
| ۱۱   | ازبکستان        |
| ۱۲   | بشریه لبنان     |
| ۱۳   | مالدیو          |

|  | Qualified for the 2013 Club World Championship |

## جوایز
حمزه زرینی از ایران به عنوان با ارزش‌ترین بازیکن انتخاب شد. امتیاز آورترین بازیکن سانچز از الریان قطر، بهترین سرویس زننده فرهاد قائمی از کاله ایران، بهترین اسپکر رضا قرا از ایران (چون به هر تیم بیش از ۴جام انفرادی نمی‌رسد هوان چن فنگ از چین تایپه معرفی شد)، بهترین دفاع محمد موسوی عراقی از کاله، بهترین پاسور والدو پتکوویچ از کاله و بهترین لیبرو لونگ فان وی از چین معرفی شدند.